# Europaparlamentsvalet 1994
Europaparlamentsvalet 1994 ägde rum mellan den 9 juni 1994 och den 12 juni 1994 i Europeiska unionens medlemsstater, med varierande valdagar. I de flesta medlemsstaterna ägde valet rum söndagen den 12 juni. Rösträkningen fick inte påbörjas förrän samtliga medlemsstater hade avslutat sina val. Valet var det första sedan Europeiska unionens bildande den 1 november 1993.
269 miljoner medborgare hade rösträtt i valet om parlamentets 567 mandat. Det var det första Europaparlamentsvalet som inte hade föregåtts av en utvidgning. Valdeltagandet slutade på 56,8 %, något lägre än i valet 1989.
Den politiska sammansättningen i Europaparlamentet ändrades inte nämnvärt av valet. De större partigrupperna, Europeiska folkpartiets grupp (kristdemokratiska gruppen) och Europeiska socialdemokratiska partiets grupp, behöll sitt övertag.
Däremot skedde det en omstrukturering av vissa partigrupper strax efter valet. Detta innebar bland annat att Gruppen Europeiska högern upplöstes helt. Samtidigt bildades tre nya grupper; Europeiska radikala alliansen, som ersatte Regnbågsgruppen; Forza Europa som var en kortlivad konservativ grupp; och Gruppen Nationernas Europa som bestod av euroskeptiker. Antalet mandat i parlamentet utökades från 518 till 567 vid valet.
Efter valet valdes Jacques Santer som kommissionsordförande. Hans nya kommission, kommissionen Santer, tillträdde den 23 januari 1995. Den 1 januari 1995 anslöt sig Finland, Sverige och Österrike till EU, vilket innebar att ytterligare ledamöter tillkom till parlamentet. 1993 invigdes även Europaparlamentets nya byggnadskomplex i Bryssel, Espace Léopold.

## Föregående valperiod

Mandatfördelning vid valet 1989.

Stora förändringar ägde rum mellan valet 1989 och valet 1994. Det handlade främst om ikraftträdandet av fördraget om Europeiska unionen. Fördraget signerades av EG:s ledare den 7 februari 1992 i den nederländska staden Maastricht. Fördraget innebar att en europeisk union, bestående av tre pelare, bildades. Efter att samtliga tolv av EG:s medlemsstater slutligen, efter en utdragen process, hade ratificerat fördraget trädde det i kraft den 1 november 1993. Fördraget medförde bland annat att antalet mandat i parlamentet utökades från 518 till 567 i samband med valet samt att parlamentets makt ökade. Dessutom förändrades processen för hur kommissionen tillsattes; genom fördraget erhöll kommissionens ordförande större inflytande över hur övriga kommissionens sammansättning skulle se ut. I fördraget omnämndes för första gången europeiska partier.
I likhet med tidigare valperioder, hade de socialdemokratiska och de kristdemokratiska politiska grupperna samarbetet i en stor koalition, bland annat om vem som skulle få utse parlamentets talman och andra viktiga befattningar.

## Utformning
Valet 1994 var det första att genomföras under fördraget om Europeiska unionen. Emellertid hade inte valakten om hur val till Europaparlamentet ska utformas ändrats, vilket innebar att inga större förändringar skedde jämfört med valet 1989.
En av de mest konkreta förändringarna som EU-fördraget innebar för valet var införandet av ett unionsmedborgarskap. Syftet med unionsmedborgarskapet var att etablera ett enhetligt medborgarskap inom unionen, som skulle komplettera och inte ersätta de nationella medborgarskapen. I princip hade varje myndig unionsmedborgare rösträtt i valet, även om han eller hon var bosatt i en annan medlemsstat än den där han eller hon åtnjöt sitt nationella medborgarskap.
Valet ägde officiellt rum under fyra dagar, i enlighet med valaktens bestämmelser. I praktiken hölls valen endast under tre av dagarna, torsdagen den 9 juni, fredagen den 10 juni och söndagen den 12 juni. De flesta medlemsstaterna höll sina delar av valet under söndagen.

## Genomförande

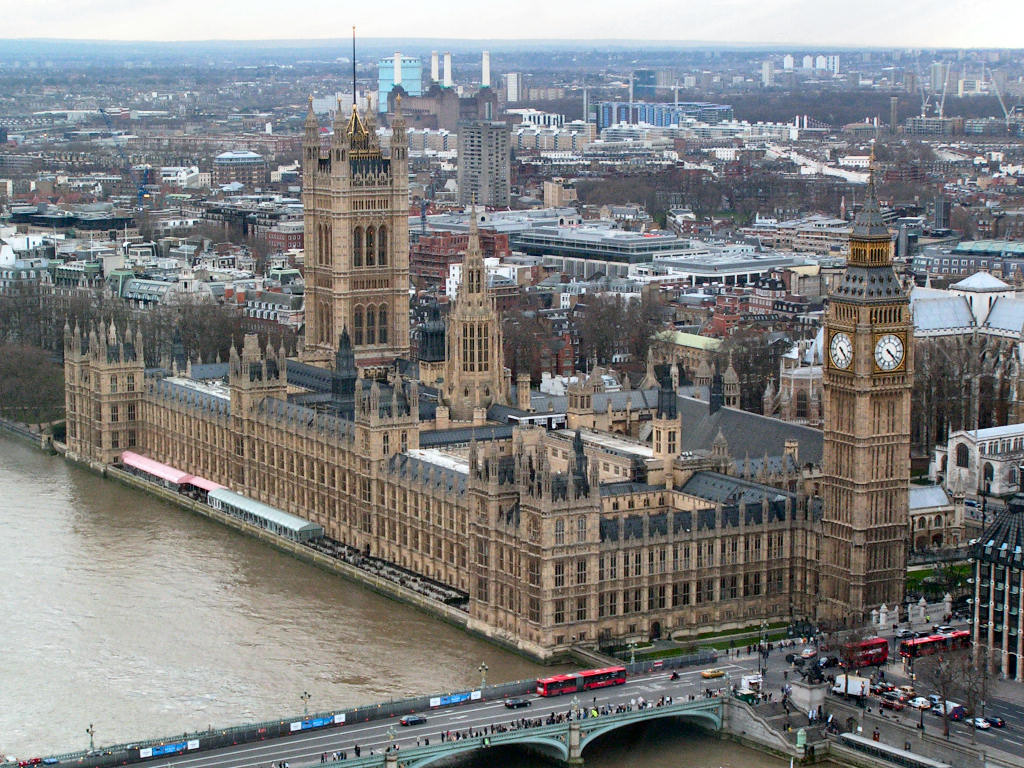
Storbritannien var enda landet som inte höll proportionella val.

Valet inleddes torsdagen den 9 juni 1994 i Danmark, Nederländerna och Storbritannien. Storbritannien var det enda av de tolv medlemsstaterna som inte höll proportionella val. Istället tillämpade landet, i enlighet med sina egna valtraditioner, ett system med enmansvalkretsar.
Valet fortsatte i Irland under fredagen, där enkel överförbar röst användes som valsystem. På lördagen ägde inget val rum i någon medlemsstat. Övriga medlemsstater, Belgien, Frankrike, Grekland, Italien, Luxemburg, Portugal, Spanien och Tyskland, höll sina val under söndagen. I Belgien och Luxemburg ägde nationella parlamentsval rum parallellt med Europaparlamentsvalet.
I enlighet med valakten om hur val till Europaparlamentet ska genomföras, fick inte rösterna i en medlemsstat räknas förrän samtliga övriga medlemsstater hade avslutat sina val. Detta berodde på att resultatet i en medlemsstat inte skulle påverka resultatet i en annan. Det var inte heller tillåtet att rösta i mer än en av medlemsstaterna.

## Trender

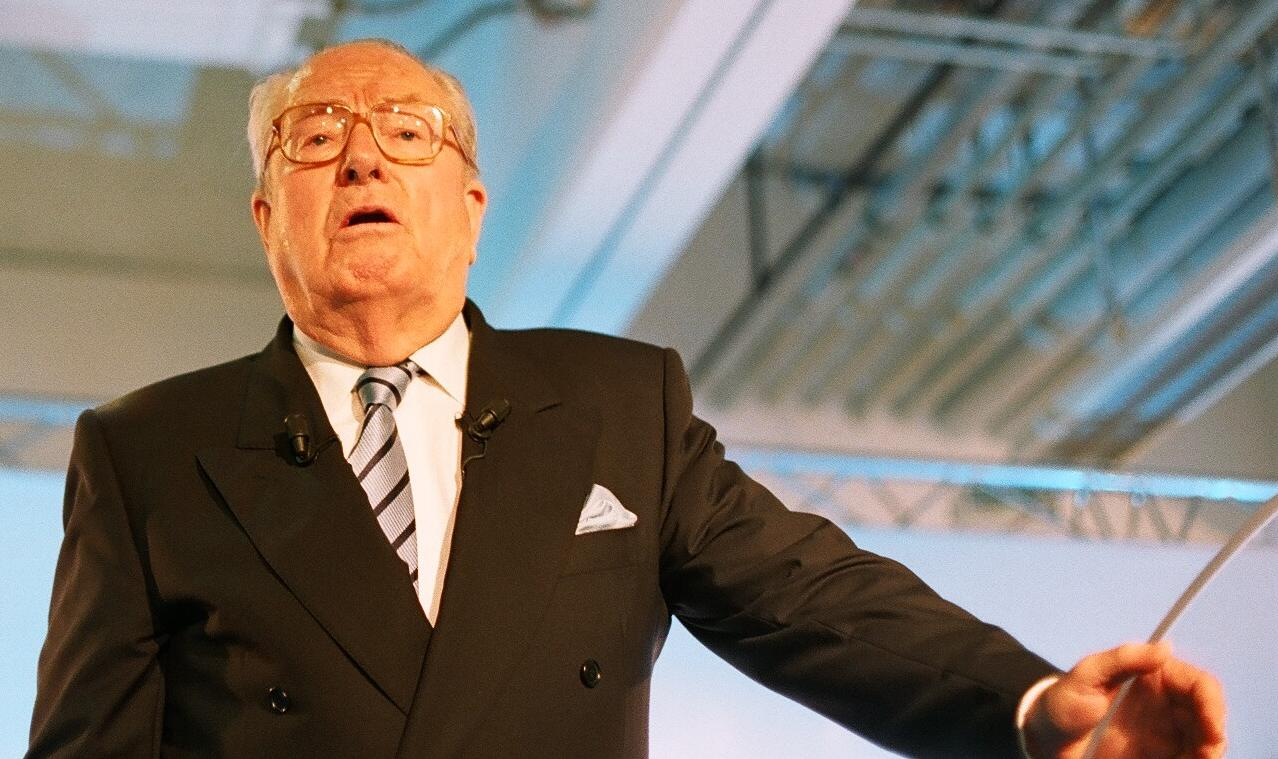
Gruppen DR med Jean-Marie Le Pen i spetsen upplöstes.

I alla tre föregående val, 1979, 1984 respektive 1989, hade valdeltagandet sjunkit i förhållande till varje föregående val. Denna trend fortsatte i valet 1994, och valdeltagandet nådde således ett nytt bottenrekord. Det var dock fortfarande en majoritet av väljarna som valde att dyka upp i vallokalerna och avlägga sin röst.
I likhet med tidigare val erhöll också socialdemokratiska partiet flest mandat, men ingen grupp lyckades vinna en majoritet av det totala antalet mandat. Förändringarna i mandatfördelning var små jämfört med valet 1989. Europeiska socialdemokratiska partiets grupp ökade något samtidigt som Europeiska högerns tekniska grupp inte lyckades bibehålla tillräckligt med stöd för att fortsätta att existera. EU-fördraget innebar ett officiellt erkännande av europeiska partier, och flera av de politiska grupperna ändrade sina gruppnamn för att markera sin samhörighet med respektive europeiskt parti.

## Valresultat

### Valresultat efter politisk grupp
|  |  | PES | EPP | EDA/FE | ELDR | EUL | G | ERA | EN | NI |  | Mandat | Deltagande |  |
|  |  | --- | --- | ------ | ---- | --- | - | --- | -- | -- |  | ------ | ---------- |  |

| Belgien |  | 6   | 7     | – | 6     | – | 2   | 1 | – | 3   |  | 25 | 90,7 % |  |
| ------- |  | --- | ----- | - | ----- | - | --- | - | - | --- |  | -- | ------ |  |
|         |  | 3+3 | 2+4+1 | – | 1+2+3 | – | 1+1 | 1 | – | 1+2 |  |    |        |  |

| Danmark |  | 3 | 3 | – | 5   | – | 1 | – | 4   | – |  | 16 | 52,9 % |  |
| ------- |  | - | - | - | --- | - | - | - | --- | - |  | -- | ------ |  |
|         |  | 3 | 3 | – | 1+4 | – | 1 | – | 2+2 | – |  |    |        |  |

| Frankrike |  | 15 | 13 | 14 | 1 | 7 | – | 13 | 13 | 11 |  | 87 | 52,7 % |  |
| --------- |  | -- | -- | -- | - | - | - | -- | -- | -- |  | -- | ------ |  |
|           |  | 15 | 13 | 14 | 1 | 7 | – | 13 | 13 | 11 |  |    |        |  |

| Grekland |  | 10 | 9 | 2 | – | 4   | – | – | – | – |  | 25 | 71,2 % |  |
| -------- |  | -- | - | - | - | --- | - | - | - | - |  | -- | ------ |  |
|          |  | 10 | 9 | 2 | – | 2+2 | – | – | – | – |  |    |        |  |

| Irland |  | 1 | 4 | 7 | 1 | – | 2 | – | – | – |  | 15 | 44,0 % |  |
| ------ |  | - | - | - | - | - | - | - | - | - |  | -- | ------ |  |
|        |  | 1 | 4 | 7 | 1 | – | 2 | – | – | – |  |    |        |  |

| Italien |  | 18   | 12    | 27   | 7   | 5 | 4   | 2 | – | 12   |  | 87 | 74,8 % |  |
| ------- |  | ---- | ----- | ---- | --- | - | --- | - | - | ---- |  | -- | ------ |  |
|         |  | 2+16 | 8+3+1 | 25+2 | 6+1 | 5 | 3+1 | 2 | – | 1+11 |  |    |        |  |

| Luxemburg |  | 2 | 2 | – | 1 | – | 1 | – | – | – |  | 6 | 88,5 % |  |
| --------- |  | - | - | - | - | - | - | - | - | - |  | - | ------ |  |
|           |  | 2 | 2 | – | 1 | – | 1 | – | – | – |  |   |        |  |

| Nederländerna |  | 8 | 10 | – | 10  | – | 1 | – | 2   | – |  | 31 | 35,6 % |  |
| ------------- |  | - | -- | - | --- | - | - | - | --- | - |  | -- | ------ |  |
|               |  | 6 | 10 | – | 4+6 | – | 1 | – | 1+1 | – |  |    |        |  |

| Portugal |  | 10 | 1 | 3 | 8 | 3 | – | – | – | – |  | 25 | 35,5 % |  |
| -------- |  | -- | - | - | - | - | - | - | - | - |  | -- | ------ |  |
|          |  | 10 | 1 | 3 | 8 | 3 | – | – | – | – |  |    |        |  |

| Spanien |  | 22 | 30     | – | 2 | 9 | – | 1 | – | – |  | 64 | 59,1 % |  |
| ------- |  | -- | ------ | - | - | - | - | - | - | - |  | -- | ------ |  |
|         |  | 22 | 1+28+1 | – | 2 | 9 | – | 1 | – | – |  |    |        |  |

| Storbritannien |  | 63   | 19   | – | 2 | – | – | 2 | – | 1 |  | 87 | 36,4 % |  |
| -------------- |  | ---- | ---- | - | - | - | - | - | - | - |  | -- | ------ |  |
|                |  | 62+1 | 18+1 | – | 2 | – | – | 2 | – | 1 |  |    |        |  |

| Tyskland |  | 40 | 47   | – | – | – | 12 | – | – | – |  | 99 | 60,0 % |  |
| -------- |  | -- | ---- | - | - | - | -- | - | - | - |  | -- | ------ |  |
|          |  | 40 | 39+8 | – | – | – | 12 | – | – | – |  |    |        |  |

| Europeiska unionen |  | 198 | 157 | 53 | 43 | 28 | 23 | 19 | 19 | 27 |  | 567 | 56,8 % |  |
| ------------------ |  | --- | --- | -- | -- | -- | -- | -- | -- | -- |  | --- | ------ |  |

## Händelser efter valet

### Omgrupperingar

Mandatfördelningen efter politisk grupp efter valet.

Efter valet bildades tre nya politiska grupper. Den konservativa gruppen Forza Europa bestod enbart av ledamöter från Forza Italia. Gruppen blev kortlivad, eftersom den gick samman med Gruppen Europeiska demokratiska alliansen och bilda Gruppen Unionen för Europa den 6 juli 1995, mindre än ett år efter valet.
Den andra gruppen som bildades var Europeiska radikala alliansen, en liberal grupp, som ersatte Regnbågsgruppen. Gruppen bestod av 19 ledamöter, sex fler än Regnbågsgruppen. Den tredje gruppen som bildades var den euroskeptiska Gruppen Nationernas Europa.
Samtidigt upplöstes högerextrema Gruppen Europeiska högern, och Gruppen Europademokrater blev en del av Europeiska folkpartiets grupp (kristdemokratiska gruppen). Liberala och demokratiska reformistgruppen ombildades till Europeiska liberala, demokratiska och reformistiska partiets grupp (ELDR), likaså bytte Enad vänster namn till Konfederala gruppen europeiska förenade vänstern (EUL).
Flera av de politiska grupperna valde också att utse nya gruppledare och presidium efter valet.
| Europeiska socialdemokratiska partiets grupp | socialdemokrati | Pauline Green |  | 198 |  |

| Europeiska folkpartiets grupp (kristdemokratiska gruppen) | kristdemokrati, liberalkonservatism | Wilfried Martens |  | 157 |  |

| Gruppen Europeiska demokratiska alliansen/Gruppen Forza Europa | konservatism, kristdemokrati | Jean-Claude Pasty, Giancarlo Ligabue |  | 53 |  |

| Europeiska liberala, demokratiska och reformistiska partiets grupp | liberalism, socialliberalism | Gijs De Vries |  | 43 |  |

| Konfederala gruppen europeiska förenade vänstern | socialism, kommunism | Alonso José Puerta |  | 28 |  |

| Gruppen De gröna i Europaparlamentet | grön ideologi | Alexander Langer, Claudia Roth |  | 23 |  |

| Europeiska radikala alliansen | regionalism, liberalism | Catherine Lalumière |  | 19 |  |

| Gruppen Nationernas Europa | euroskepticism | James Goldsmith |  | 19 |  |

| Grupplösa i Europaparlamentet |  |  |  | 27 |  |

### Val av talman och vice talmän

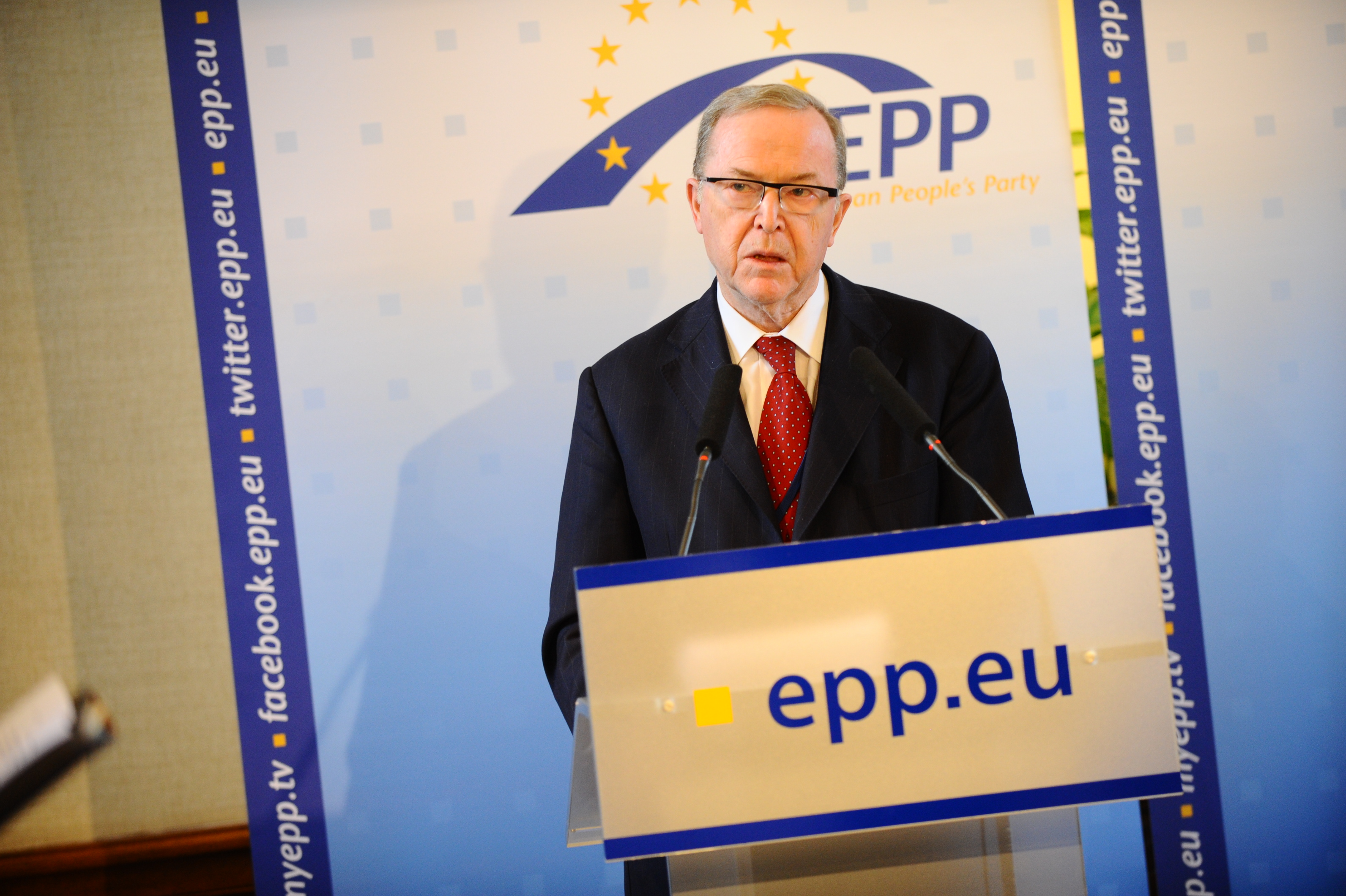
Wilfried Martens var gruppledare för Europeiska folkpartiets grupp.

Det nyvalda Europaparlamentet sammanträdde för första gången den 19 juli 1994. Då fastställdes också parlamentets sammansättning och vilka politiska grupper som existerade. Parlamentets första beslut gällde valet av en ny talman. Den första delen av sammanträdet leddes av ålderspresidenten Vassilis Ephremidis från Konfederala gruppen europeiska förenade vänstern.
Socialdemokraten Klaus Hänsch valdes till nya talman. Därutöver utsågs även fjorton vice talmän. Eftersom det endast fanns fjorton kandidater till dessa fjorton poster, valdes kandidaterna med acklamation. Däremot rangordnades de därefter i en omröstning, för att avgöra deras ordning.
I likhet med tidigare valperioder ingick de socialdemokratiska och kristdemokratiska politiska grupperna en informell överenskommelse om att dela på talmansposten. Det innebar att Hänsch utsågs för den första halvan av mandatperioden för att därefter ersättas med José María Gil-Robles från EPP.

### Val av ny kommission

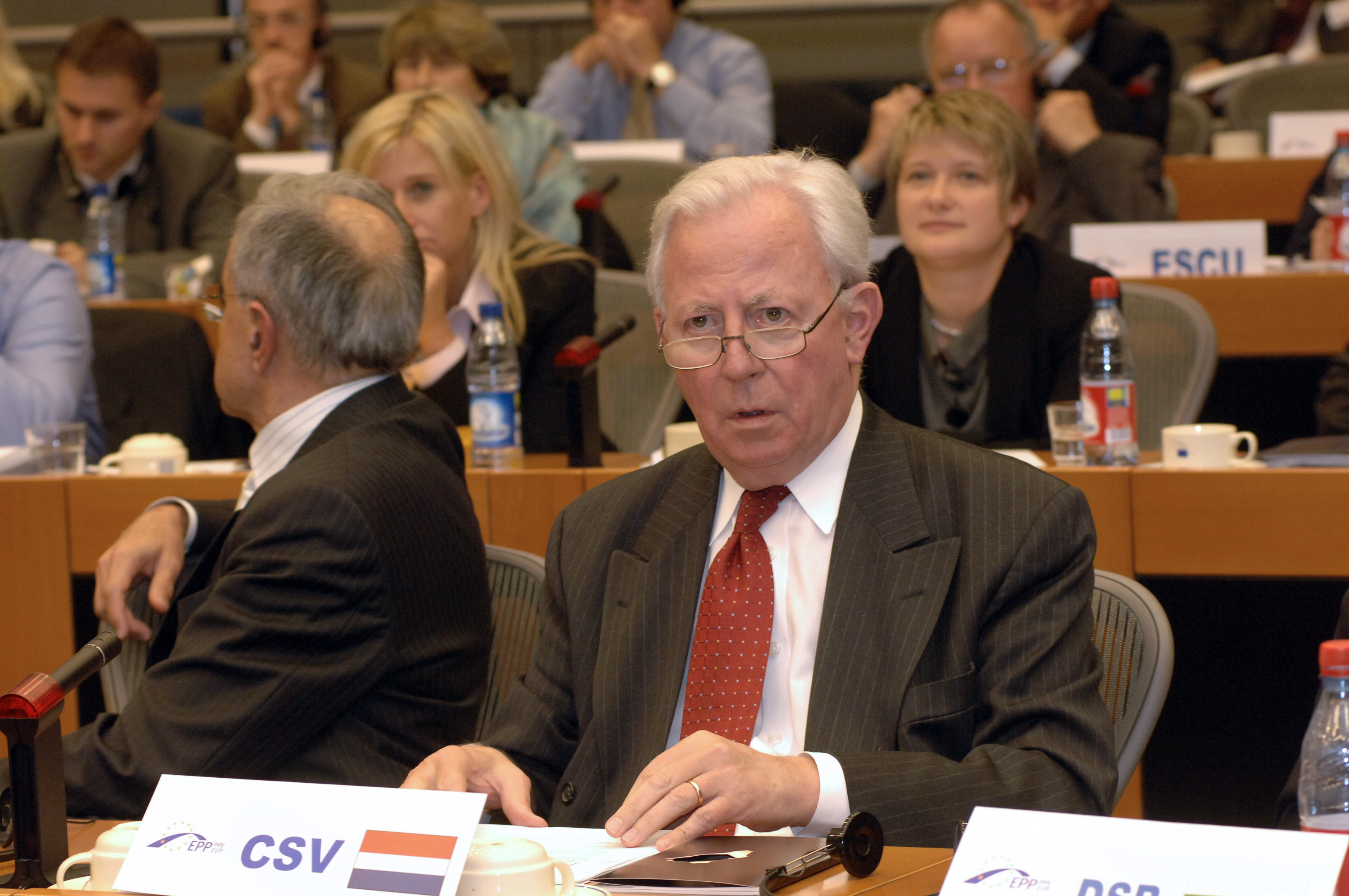
Jacques Santer utsågs till ny ordförande för kommissionen.

I och med fördraget om Europeiska unionen hade Europaparlamentet fått nya maktbefogenheter, inte minst över tillsättandet av kommissionen. För att kunna tillträda var kommissionen för första gången tvungen att godkännas i sin helhet av parlamentet. Däremot saknade Europaparlamentet formellt inflytande i själva nomineringen av ordförande och kandidater.
Den 15 juli 1994, bara några dagar innan det nyvalda parlamentet sammanträdde för första gången, godkändes Jacques Santer av Europeiska rådet som ny ordförande för kommissionen. Detta godkändes av parlamentet med en liten majoritet den 21 juli. Den 18 januari 1995 godkändes hela den föreslagna kommissionen av parlamentet med en oväntat bred majoritet; 416 röster för och 103 emot. Den nya kommissionen tillträdde den 23 januari efter att ha formellt utsetts av Europeiska unionens råd.
Med EU-fördraget erhöll parlamentet också möjligheten att avsätta kommissionen genom misstroendevotum under en innevarande valperiod. Denna möjlighet nyttjade parlamentet redan i början av 1999 när kommissionen Santer avsattes på grund av oegentligheter.